# Piotr Lewicki (polityk)
Piotr Adamowicz Lewicki, Piotr Adamawicz Lawicki (ros. Петр Адамович Левицкий, biał. Пётр Адамавіч Лявіцкі, ur. 26 sierpnia 1906 we wsi Łozowoje w guberni mińskiej, zm. 24 listopada 1977) – radziecki działacz partyjny i państwowy.

## Życiorys
W 1925 został przewodniczącym lipieńskiej rady wiejskiej w rejonie osipowickim (do 1926), 1928-1930 odbywał służbę wojskową w Armii Czerwonej, w 1930 został członkiem WKP(b). W 1936 ukończył Moskiewską Akademię Rolniczą i został dyrektorem technikum rolniczego w Marinie Horce, 1939-1940 kierował Wydziałem Rolnym Komitetu Obwodowego Komunistycznej Partii (bolszewików) Białorusi (KP(b)B) w Mińsku, a od 1940 do stycznia 1941 był II sekretarzem tego komitetu, jednocześnie od 20 maja 1940 do 15 lutego 1949 wchodził w skład KC KP(b)B. Od stycznia 1941 do września 1944 nominalnie był I sekretarzem Poleskiego Komitetu Obwodowego KP(b)B (Polesie znajdowało się wówczas pod niemiecką okupacją), jednocześnie od października 1941 do listopada 1942 był III sekretarzem Ałtajskiego Komitetu Krajowego WKP(b), od listopada 1942 do 1943 organizatorem odpowiedzialnym Zarządu Kadr KC WKP(b), a 1943-1944 członkiem Rady Wojennej 61 Armii dowodzonej przez gen. Pawła Biełowa. Od 8 grudnia 1944 do 1947 był I zastępcą przewodniczącego Rady Komisarzy Ludowych/Rady Ministrów Białoruskiej SRR, od 18 lutego 1945 do 6 czerwca 1947 członkiem Biura KC KP(b)B, 1947-1954 szefem obwodowego zarządu gospodarki rolnej w Baranowiczach, a 1954-1956 I zastępcą ministra gospodarki rolnej Białoruskiej SRR. Następnie został przeniesiony do Litewskiej SRR, w której 1956-1959 był I zastępcą przewodniczącego Rady Ministrów i jednocześnie od 28 stycznia 1956 do 12 lutego 1958 członkiem Biura KC KPL. Potem do października 1959 był zastępcą przewodniczącego, a od października 1959 do stycznia 1962 przewodniczącym Komitetu Wykonawczego Rady Obwodowej w Mohylewie, od 19 lutego 1960 do 3 marca 1966 członkiem KC KPB, a 1964-1966 szefem Głównego Zarządu Melioracji i Gospodarki Wodnej przy Radzie Ministrów Białoruskiej SRR. Został odznaczony Orderem Lenina (1 stycznia 1944) i Orderem Czerwonego Sztandaru Pracy.